# АЕС Бецнау
АЕС Бецнау (нім. Kernkraftwerk Beznau) — атомна електростанція у Швейцарії.
Станція розташована на штучному острові на річці Ааре в муніципалітеті Деттинген у кантоні Ааргау. 
Це перша комерційна атомна станція у Швейцарії. АЕС складається з двох ідентичних енергоблоків, на яких використовуються реактори з водою під тиском (PWR) W 2-loop розробки Westinghouse Electric, потужністю 380 МВт кожен.

## Цікавий факт
- 1-й енергоблок АЕС Бецнау є найстарішим у світі атомним енергоблоком з усіх, що досі перебувають у комерційній експлуатації[2].

## Інформація по енергоблоках
| Енергоблок | Тип реакторів   | Потужність | Потужність | Початок будівництва | Фізпуск    | Підключення до мережі | Введення в експлуатацію | Закриття |
| Енергоблок | Тип реакторів   | Нетто      | Брутто     | Початок будівництва | Фізпуск    | Підключення до мережі | Введення в експлуатацію | Закриття |
| ---------- | --------------- | ---------- | ---------- | ------------------- | ---------- | --------------------- | ----------------------- | -------- |
| Бецнау-1   | PWR, W (2-loop) | 365 МВт    | 380 МВт    | 01.09.1965          | 30.06.1969 | 17.07.1969            | 01.09.1969              | —        |
| Бецнау-2   | PWR, W (2-loop) | 365 МВт    | 380 МВт    | 01.01.1968          | 16.10.1971 | 23.10.1971            | 01.12.1971              | —        |